# Aplomyopsis brasiliensis
Aplomyopsis brasiliensis är en tvåvingeart som beskrevs av Townsend 1927. Aplomyopsis brasiliensis ingår i släktet Aplomyopsis och familjen parasitflugor. Inga underarter finns listade i Catalogue of Life.